# شاطرلنگه
شاطرلَنگه نام یکی از دماغه‌های دریای خزر است.
دماغه شاطر لنگه در شاخه کم‌عمقی از آب دریا در شبه‌جزیره آشوراده در استان گلستان ایران واقع شده است.